# Joaquim Escrivà de Romaní i Fernández de Córdoba
Joaquim Escrivà de Romaní i Fernández de Córdoba (Madrid, 23 de juny de 1858 - Sant Feliu de Llobregat, 14 de setembre de 1897) fou un advocat, enginyer agrònom i polític català, marquès de Monistrol d'Anoia, marquès d'Aguilar de Ebro i baró de Beniparrell. Era fill de Josep Maria Escrivà de Romaní i Dusai, tercer marquès de Monistrol d'Anoia, i de María Antonia Fernández de Córdoba y Bernaldo de Quirós, comtessa de Sastago.

## Biografia
Estudià dret civil i canònic i enginyeria agrònoma a Madrid, i quan es llicencià visità diverses ciutats d'Europa. El 1883 es casà amb la comtessa d'Alcubiarre, amb la qual va tenir tres fills. Membre del Partit Liberal Conservador, fou elegit diputat pel districte d'Olot a les eleccions generals espanyoles de 1884, 1886, 1891 i 1893, distingint-se sempre per la seva defensa del proteccionisme econòmic. Va rebre la gran creu de l'Estrella Polar de mans del rei Òscar II de Suècia per haver-lo acompanyat a l'Exposició Universal de Barcelona (1888) i fou nomenat oficial del Mèrit Agrícola de França.
El 1890-1892 fou nomenat Director General d'Agricultura, Indústria i Comerç, càrrec des del qual va impulsar la creació de les Cambres Agràries i la reorganització dels cossos d'enginyers. També fou cap de l'Administració civil, càrrec des del qual va fer una proposta de llei sobre inamobilitat dels funcionaris. El 1890 fou nomenat president de la Societat Catalana d'Horticultura, i exercí com a secretari de la comissió permanent a Madrid de l'Institut Agrícola Català de Sant Isidre. Fou acadèmic de l'Acadèmia de Jurisprudència i Legislació de Catalunya, on pronuncià discursos defensant el dret català. També fou regidor de l'ajuntament de Madrid, conseller del Mont de Pietat de Madrid. També fundà el Cercle de Sant Isidre per a la protecció d'obrers el 1894. Va morir a la seva finca de la Torreblanca (Sant Just Desvern).